# Храм Святої Параскеви П'ятниці (Дядьковичі)
Храм Святої Параскеви П'ятниці — храм у Дядьковичах (Рівненська область). Настоятель — протоієрей Олександр Кулик.

## Історія

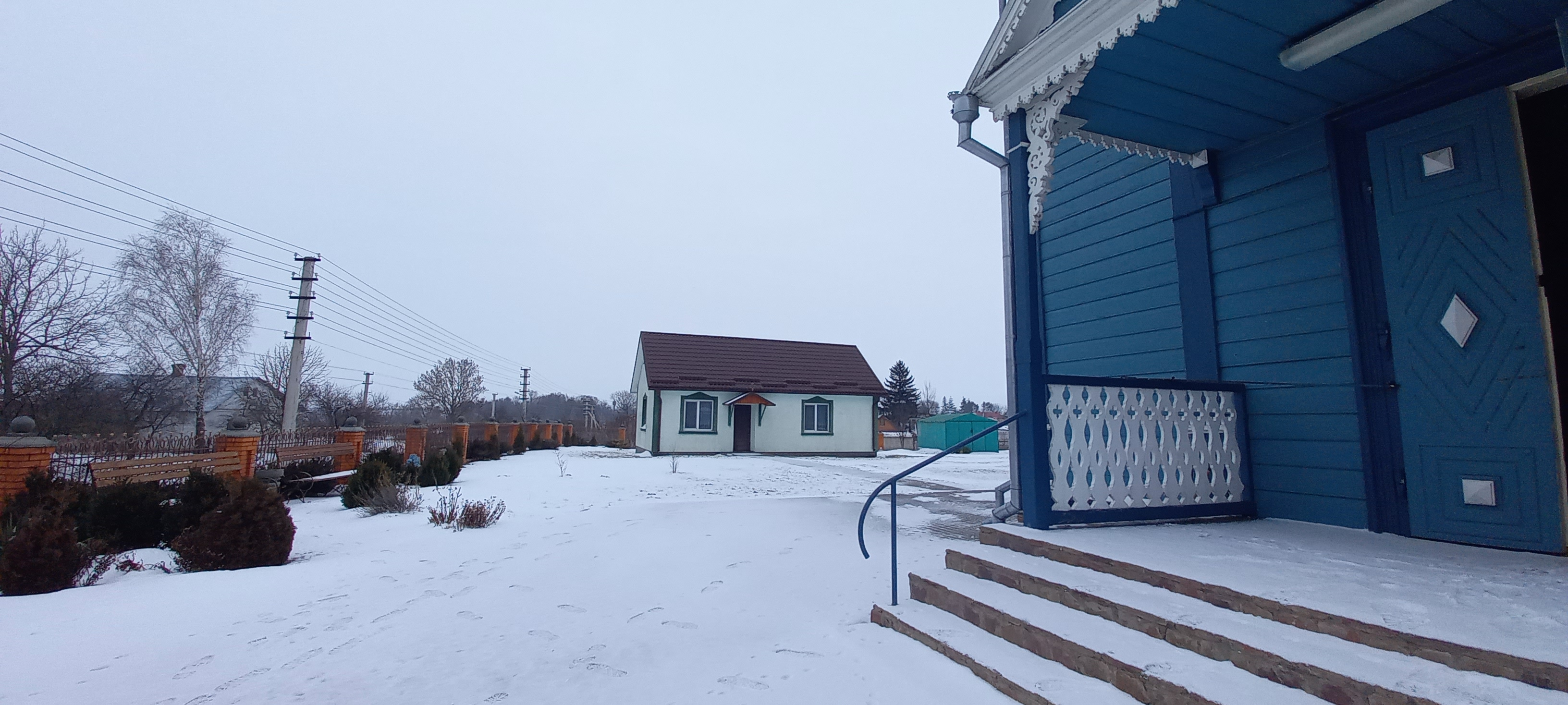
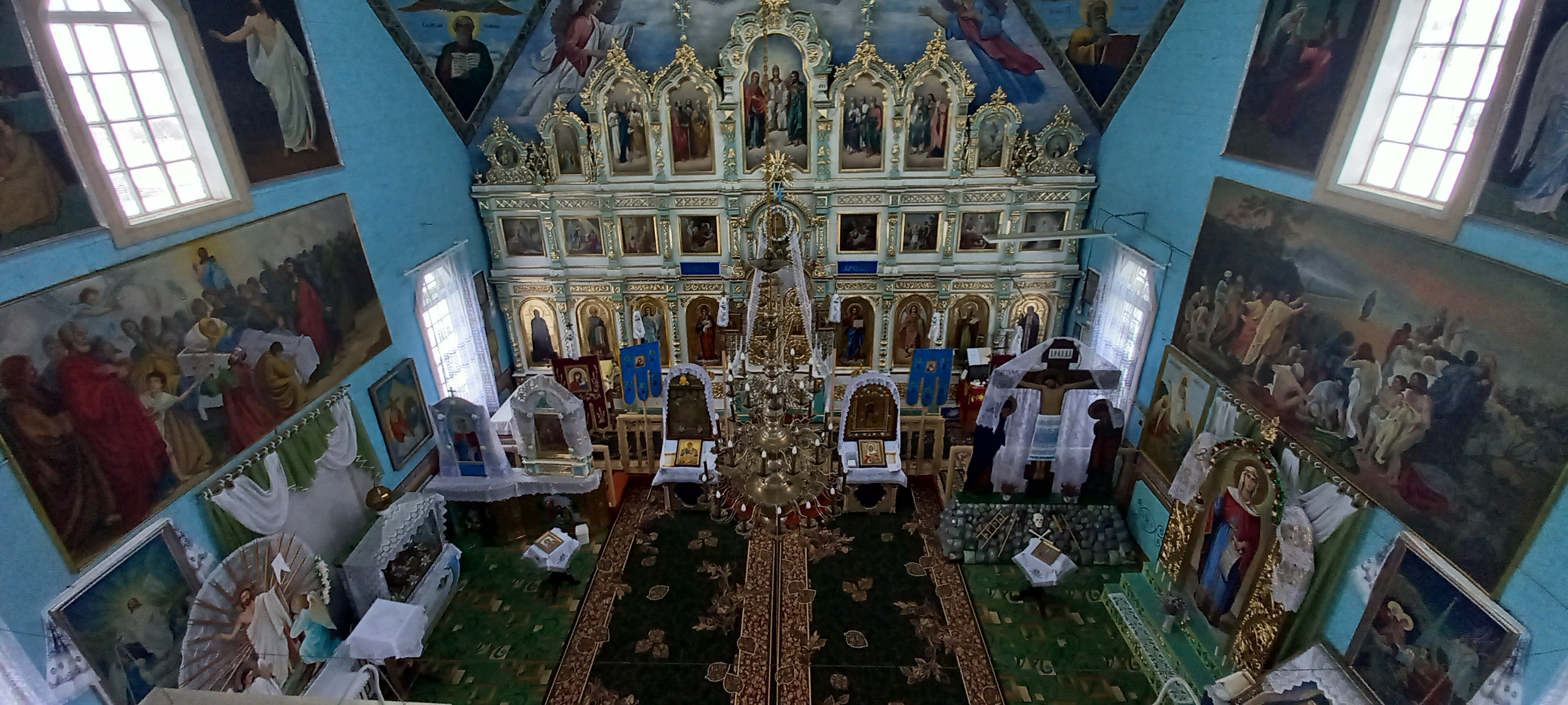

Про першу церкву в цьому селі відомо ще з XVI ст. Біля церкви існував цвинтар, а село називали монастирським. Наступна церква зведена на місці попередньої у 1767 році спільним коштом Стефана Єловицького (на той час власник Дядьковичів) і парафіян.
Святиня постала з якісного дерева, при ній на кам'яному фундаменті збудували дерев'яну дзвіницю, в якій висіли три дзвони.
Церква протягом двох століть була філіяльною до парафіяльної церкви св. пророка Іллі. Нинішню дерев'яну церкву розпочали будувати у 1907 році подібно за проектом церкви в селі Омеляна.
Щоб закінчити будову святині, вирішили розібрати стару церкву і продати на матеріал. Також прораб будівництва продав власний будинок, а один з мешканців — гектар поля — все для того, щоб викінчити будівлю.
Щойно у 1912 році церква була повністю збудована  і посвячена на великомучениці Параскеви (П'ятниці). Сильний вітер у 1984 році скинув з верху дзвіниці хрест. Подібне сталося у 1986 році — тоді під натиском вітру впав хрест над вівтарем. Церквою користується громада Української Православної Церкви Київського Патріархату.
Церква стоїть при дорозі до села Велика Омеляна, у північно східній частині села, на узвишші. Вівтарем орієнтована до південного сходу. Збудована за типовим проектом в єпархіяльному стилі.
Над головним входом — вежа дзвіниця, далі по осі церкви — вужчий бабинець, потім ширша нава і вужчий вівтар. Фарбовані на блакитно стіни, верх дзвіниці та баня над навою перекриті блискучою бляхою. До церкви ведуть три входи, над якими влаштовані двосхилі дашки.